# ジェム・ブリュックバシェ
ジェム・ブリュックバシェ（Cem Bölükbaşı、トルコ語発音: [dʒæm bœlykˈbaʃɯ] 1998年2月9日 - ）は、トルコ・イスタンブール出身のレーシングドライバー。

## 経歴

### Eスポーツ
2017年後半、G2・Eスポーツ・FA・レーシングへ参加し、2018年を通して様々なシミュレーションレース大会に出場。2017年のF1・eスポーツ・シリーズでマクラーレンからレースに出場し、35ポイントを獲得してランキング5位。 2018年のF1・eスポーツ・シリーズでは、トロ・ロッソに移籍し、10戦中4戦出場し、32ポイントでランキング12位。 2019年のF1・eスポーツ・シリーズでは、12戦中9戦出場し、4ポイントでランキング21位。2020年のロックダウン中、いくつかのバーチャルレースに出場し、フォーミュラ・ルノー・Eスポーツ・シリーズでチャンピオンを獲得。

### GT4
2019年5月、ボルサン・オートモーティブ・モータースポーツからGT4ヨーロピアン・シリーズに参戦すると発表した。ミサノラウンドで2位表彰台を獲得し、ランキング17位。2020年もフル参戦し、ポールポジション3回、優勝3回を記録し、ランキング2位。

### フォーミュラ・ルノー・ユーロカップ
2019年、フォーミュラ・ルノー・ユーロカップでM2コンペティションからフォーミュラデビュー。ゲストドライバーとしてホッケンハイムラウンドのみ参戦し、レース1で16位、レース2でリタイア。

### フォーミュラ3
2021年1月、ブラックアーツ・レーシングからF3・アジア選手権に参戦すると発表した。15戦中13戦でポイントを獲得し、ランキング9位（最高位5位）。

#### フォーミュラ・リージョナル
F3からフォーミュラ・リージョナル規格に変更された2022年にはエバンスGPから参戦。開幕戦3レース共リタイアし、レース3でのクラッシュで車の後部に大きな損傷を受け、翌週の第2戦まで修復できず、3レースすべてを欠場した。2月上旬、第3戦の直前に、FIAスーパーライセンスポイントを獲得できる可能性が低いため、同シリーズから撤退することを発表した。

### ユーロフォーミュラ・オープン

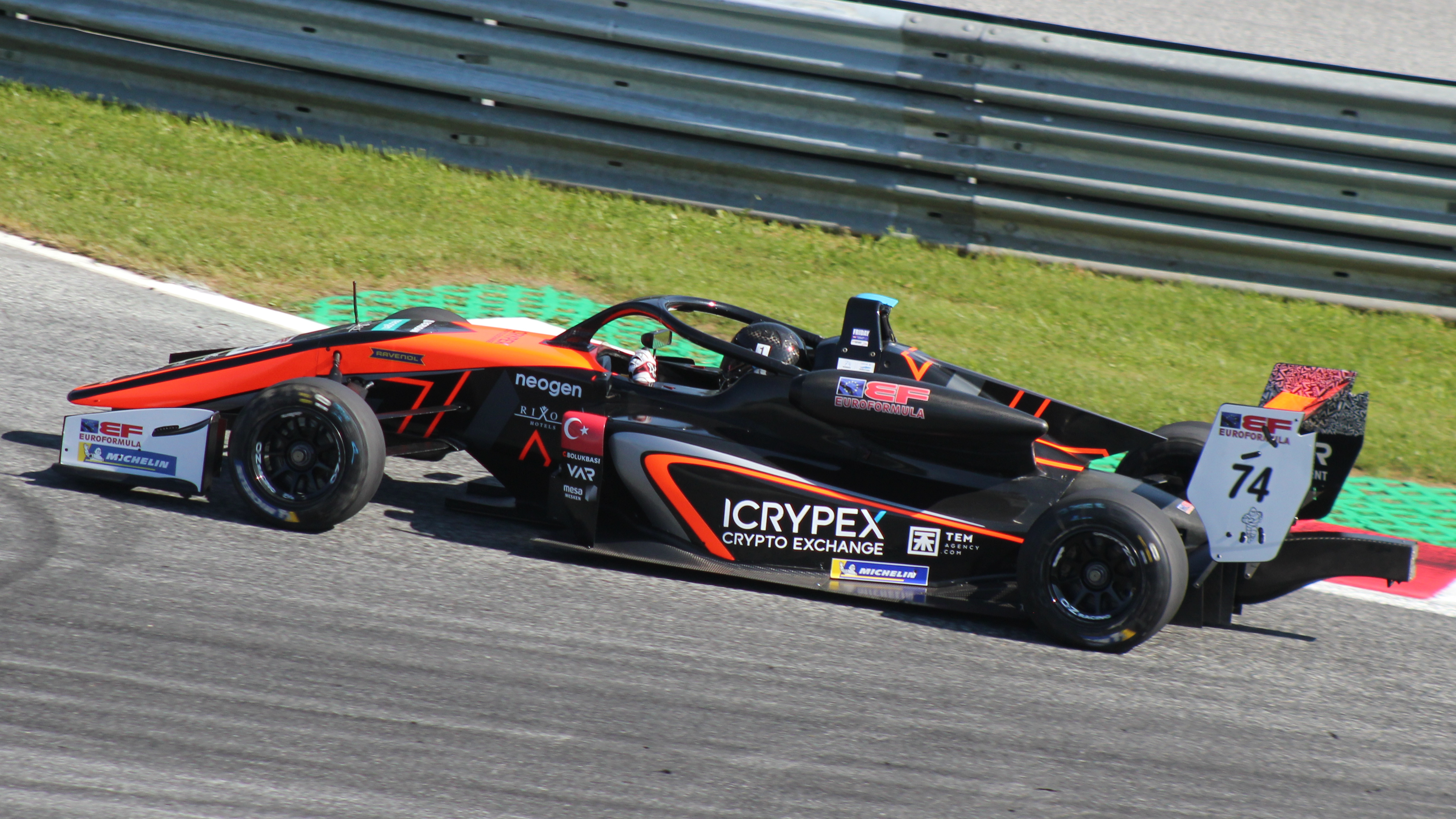
ユーロフォーミュラ・オープン参戦時のブリュックバシェ（2021年、レッドブル・リンクにて）

2021年7月3日、ファン・アメルスフォールト・レーシングからユーロフォーミュラ・オープン・チャンピオンシップに参戦することが発表された。ハンガロリンクで開催された第4戦から参戦を果たし、レース1で優勝を飾り、フォーミュラシリーズでレースに勝利した初のEスポーツドライバーとなった。レース2では3位表彰台を獲得。レース3ではウェットコンディションで行われ、7位でフィニッシュ。
第5戦イモラでは予選3番手となった。レース1では一時2位を走行していたが、残り3周でミスを犯し、3位。レース2ではトップ6の順位が逆転したため4位からスタート。スタート後3位に浮上したが、ジャック・クロフォードにかわされ、4位でレースを終えた。レース3は7位でスタートしたが、チームメイトのラファエル・ヴィラゴメスと接触し、リタイアとなった。
第6戦レッドブル・リンクで行われ、レース1を4位でスタートした。スタートで5位まで後退し、そのまま5位でレースを終えた。しかし、レース後にレシャド・デ・ゲルスにペナルティが科されたため、4位に繰り上がった。レース2を3位でスタートし、ナジム・アズマンに次ぐ2位でフィニッシュした。レース3では6位で終えた。第7戦モンツァでは、レース1を10位でスタートし、3位でフィニッシュし、ファステストラップも記録。レース2はウェットコンディションで行われ、2位でフィニッシュした。レース3では1位でトップチェッカーを受けたが、コーナーをカットしたため3秒のタイムペナルティを課され、2位に降格した。
第8戦バルセロナの予選でポールポジションを獲得し、レースを終始リードし、シリーズ2勝目を果たした。レース2では6位からスタートし、スタート後に4位に上がり、そのままレースを終えた。レース3では5位からスタートし、4位でフィニッシュした。開幕から3戦を欠場したにもかかわらず、ランキング5位でシーズンを終えた。

### フォーミュラ2
2021年10月14日、ブルノ・サーキットで初めてF2マシンをテストし、2011年から2016年までGP2、 2017年にはFIA F2選手権で使用されたダラーラ・GP2/11をドライブした。 2021年12月18日にファン・アメルスフォールト・レーシングとの2021年ポストシーズンテスト中に公式セッションで初めてF2マシンをドライブし、22位で最下位に終わった。2022年1月12日、2022年のFIA F2選手権にチャロウズ・レーシング・システムのドライバーとして参戦することが正式に発表された。

#### 2022年

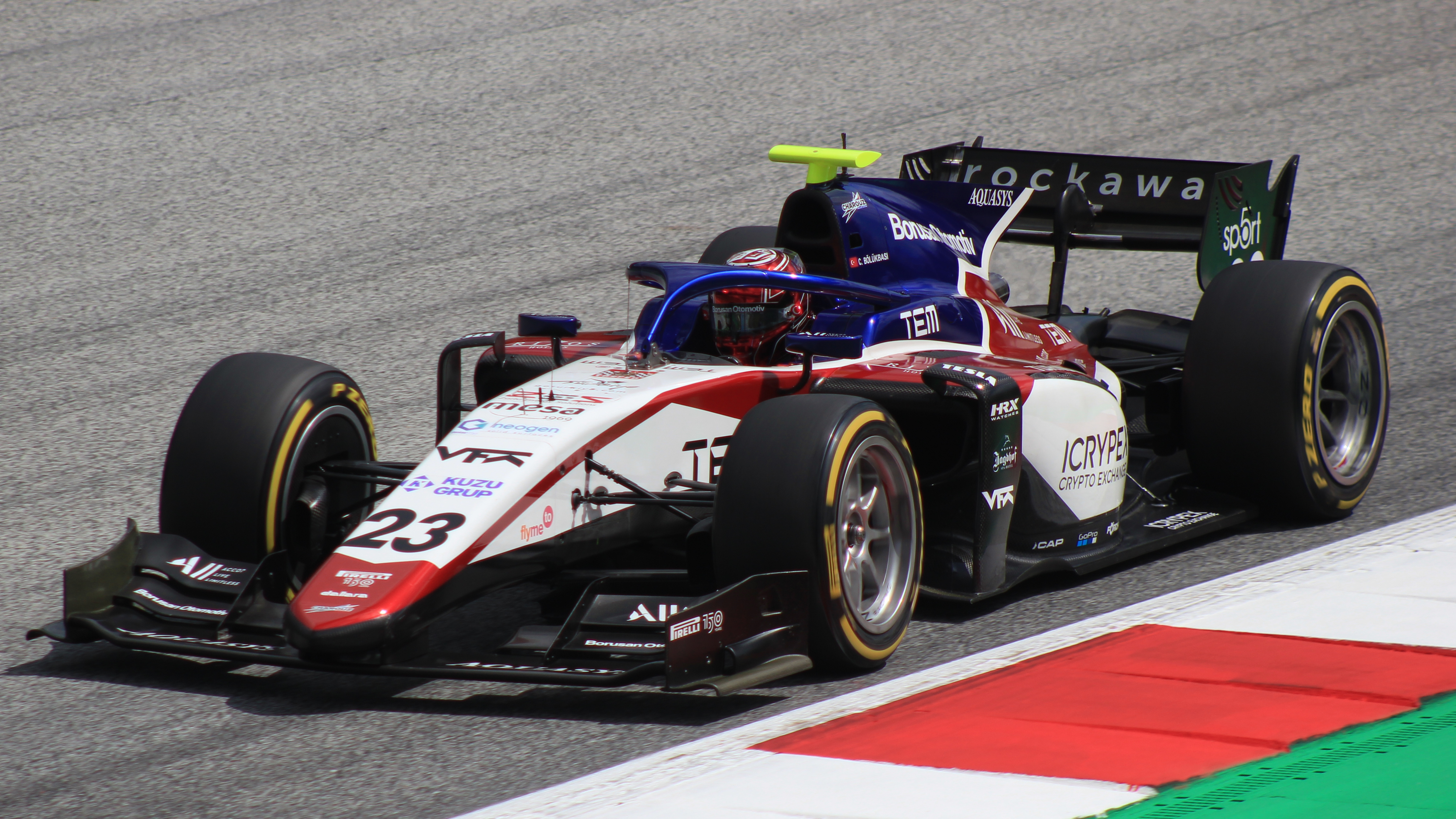
ダラーラ・F2 2018を駆るブリュックバシェ（2022年、レッドブル・リンクにて）

開幕戦バーレーンでは、初のF2予選で20番手となった。スプリントレースではスタートで2つポジションを上げ。その後さらに2台を追い抜いて14位でフィニッシュ。マーカス・アームストロングとテオ・プルシェールも上だったが、両者ともリタイアした。メインレースでは、スタートで1つポジションを上げ、19位となった。9周目に早めにピットインし、ファステストラップを複数回記録した。アンダーカットで一時は12位まで順位を上げたが、よりフレッシュなタイヤを履いたドライバーに追い抜かれた。レース終盤のクラッシュ後、ブリュックバシェはセーフティカー先導下でピットストップを行い、ピットレーンでトラブルを抱えていた他の2人のドライバーの助けもあって12位まで順位を上げた。しかし再スタートでスピンを喫し、15位でレースを終えた。第2戦ジッダでの練習走行中、タイヤバリアに衝突した。定期検査のために入院し、予選を欠場した。その後、脳震盪を起こしていたことが判明し、レースに出場できないと宣言され、レースから撤退した。カタロニア・サーキットでのシーズン中のF2テストの初日、コンクリートの壁に衝突した。残りのテストを欠席し、トルコに戻ったが、肋骨を骨折していることが明らかになった。次戦イモラでデビッド・ベックマンと交代した。
第4戦バルセロナでレースに復帰。予選を21番手で終え、スプリントレースではオープニングラップで5つのポジションアップで16位まで順位を上げたが、レースが進むにつれて18位まで後退した。メインレースでは、再びオープニングラップを決め、7つのポジションアップに成功。ユアン・ダルバラと岩佐歩夢との接触の後、12位まで順位を上げた。タイヤ交換のためにセーフティカーの後にピットインしたが、ピットストップでの遅れが響き、レースを20位で終えた。第5戦モナコでは、当初は21番手で予選を通過したが、スプリントレースを18番手からスタートした。オープニングラップで6つポジションアップし、レース後半にリチャード・フェルシュホーと軽い接触があったものの、12位でフィニッシュした。メインレースでは20番手からスタートする予定だったが、フォーメーションラップでロイ・ニッサニーとリアム・ローソンがグリッド上で失速したため、18番手に昇格した。1周目で2つポジションを上げたが、その後フェルシュホーに追い抜かれ、17位に後退。数人のドライバーがピットインした後、10位に浮上した。アマウリー・コルディールのストップによるセーフティカー導入中にピットインし、15位で復帰した。セーフティカー導入後に数人のリタイアが出たため、11位でレースを終えた。
第6戦バクーでは、予選21番手からのスタートとなった。スプリントレースでは、10周目に19位に浮上。クラッシュとセーフティカーの後、残り1周でレースが再開された時点で12位を走っていた。ラルフ・ボシュングとカラン・ウィリアムズが後方で接触し、避けることができずリタイアとなったが、レース距離の90%以上を走行したため18位完走扱いとされた。メインレースでは、1周目を終えて15位に浮上。12周目に16位を走行中にニッサニーに接触され、バリアに接触して共にリタイアとなった。接触を引き起こしたニッサニーはペナルティを受け、次戦で3グリッド降格となった。接触後にチーム無線でニッサニーがブリュックバシェを「バカ」と呼んだ後、父親が激しい口論を繰り広げ、ニッサニーとトレーナーに暴力を振るおうとしたため、5000ユーロの罰金を科せられた。第7戦シルバーストンでは、20番手で予選を通過。スプリントレースは雨天で行われた。1周目を終えた時点で19位となり、そのままレースを終えた。メインレースでは、セーフティカーが先導する中、14位で走行した。早めにピットストップしたがタイヤがうまく機能せず、18位でフィニッシュした。
第8戦シュピールベルクでは、予選13番手となった。スプリントレースでは、2周目を過ぎたあたりからブレーキトラブルが出始めた。ピットインが遅れ、トップから5周遅れでレースを終えた。メインレースではローソンと接触し、ローソンのフロントウィングが破損したため早めにピットインした。しかしコースには復帰せず、リタイアに終わった。第9戦ル・キャステレでは、予選22番手で最下位となった。ブリュックバシェはソフトタイヤでスタートし、1周目に13位まで順位を上げた。18周目までその位置を維持したが、最終コーナーでミスをして2つポジションを落とし、15位でレースを終えた。メインレースではスタートで1つ順位を上げたが、終盤にピットインしてリタイアした。第10戦ブダペストでは、予選16番手で通過した。スプリントレースはスタートで順位を落とし、15周目にソフトタイヤに交換。17位でフィニッシュしたが、フェルシュホーがレース後にペナルティを受けたことにより、16位に繰り上がった。メインレースでは1周目に13位に浮上し、その後ローソンとローガン・サージェントも追い抜いたものの、13位でレースを終えた。
ブリュックバシェとの契約は第11戦スパを前に双方合意により解除され、タチアナ・カルデロンが代役を務めた。ブリュックバシェは突然のF2離脱について、経済的な問題でチャロウズと別れざるを得なかったと述べた。

### スーパーフォーミュラ
2022年12月、リアム・ローソンと共にスーパーフォーミュラのテストに参加。2023年3月、ブリュックバシェはTGM Grand Prixよりスーパーフォーミュラに参戦。しかし開幕戦富士で8位、第3戦鈴鹿で9位しか獲得できず、5ポイントでランキング18位に終わった。2024年には松下信治に交代され、わずか1年で去った。

### ヨーロピアン・ル・マン・シリーズ
2024年、DKRエンジニアリングからヨーロピアン・ル・マン・シリーズに参戦。

## レース戦績

### 略歴
| 年     | シリーズ                                                 | チーム                                       | レース | 勝利 | PP | FL | 表彰台 | ポイント | 順位 |
| ------ | -------------------------------------------------------- | -------------------------------------------- | ------ | ---- | -- | -- | ------ | -------- | ---- |
| 2019   | GT4ヨーロピアンシリーズ - Pro-Am                         | ボルサン・オートモーティブ・モータースポーツ | 4      | 0    | 0  | 0  | 1      | 26       | 17位 |
| 2019   | フォーミュラ・ルノー・ユーロカップ                       | M2・コンペティション                         | 2      | 0    | 0  | 0  | 0      | 0        | NC†  |
| 2020   | GT4ヨーロピアンシリーズ - Pro-Am                         | ボルサン・オートモーティブ・モータースポーツ | 12     | 2    | 2  | 3  | 7      | 192      | 2位  |
| 2021   | ユーロフォーミュラ・オープン・チャンピオンシップ         | ファン・アメルスフォールト・レーシング       | 15     | 2    | 1  | 1  | 8      | 217      | 5位  |
| 2021   | F3・アジア選手権                                         | ブラックアーツ・レーシング                   | 15     | 0    | 0  | 0  | 0      | 61       | 9位  |
| 2021   | GT4ヨーロピアンシリーズ - Pro-Am                         | ボルサン・オートモーティブ・モータースポーツ | 4      | 0    | 0  | 0  | 1      | 44       | 11位 |
| 2021   | GT4ヨーロピアンシリーズ - Am                             | ボルサン・オートモーティブ・モータースポーツ | 2      | 2    | 1  | 1  | 2      | 51       | 11位 |
| 2021   | GT4ヨーロピアンシリーズ - Silver                         | ボルサン・オートモーティブ・モータースポーツ | 4      | 0    | 0  | 0  | 1      | 30       | 15位 |
| 2021   | ヨーロピアン・ル・マン・シリーズ - LMP3                  | ユーロインターナショナル                     | 1      | 0    | 0  | 0  | 1      | 18       | 18位 |
| 2022   | フォーミュラ・リージョナル・アジアン・チャンピオンシップ | エバンスGP                                   | 3      | 0    | 0  | 0  | 0      | 0        | NC   |
| 2022   | FIA フォーミュラ2選手権                                  | チャロウズ・レーシング・システム             | 16     | 0    | 0  | 0  | 0      | 0        | 24位 |
| 2023   | スーパーフォーミュラ                                     | TGM Grand Prix                               | 9      | 0    | 0  | 0  | 0      | 5        | 18位 |
| 2024年 | ヨーロピアン・ル・マン・シリーズ - LMP2 Pro-Am           | DKRエンジニアリング                          | 6      | 0    | 0  | 0  | 0      | 38       | 8位  |

- † : ゲストドライバーとしての出走であるため、ポイントは加算されない。

### GT4ヨーロピアンシリーズ
| 年     | チーム                                       | 車両       | クラス | 1       | 2        | 3       | 4       | 5         | 6        | 7        | 8        | 9       | 10      | 11      | 12        | 順位 | ポイント |
| ------ | -------------------------------------------- | ---------- | ------ | ------- | -------- | ------- | ------- | --------- | -------- | -------- | -------- | ------- | ------- | ------- | --------- | ---- | -------- |
| 2019年 | ボルサン・オートモーティブ・モータースポーツ | BMW M4 GT4 | Pro-Am | IMO 1   | IMO 2    | BRH 1   | BRH 2   | LEC 1 Ret | LEC 2 24 | MIS 1 9  | MIS 2 20 | ZAN 1   | ZAN 2   | NÜR 1   | NÜR 2     | 17位 | 26       |
| 2020年 | ボルサン・オートモーティブ・モータースポーツ | BMW M4 GT4 | Silver | IMO 1 3 | IMO 2 11 | MIS 1 4 | MIS 2 7 | NÜR 1 12  | NÜR 2 8  | ZAN 1 12 | ZAN 2 14 | SPA 1 9 | SPA 2 5 | LEC 1 8 | LEC 2 Ret | 2位  | 192      |

- 太字はポールポジション、斜字はファステストラップ。(key)

### フォーミュラ・ルノー・ユーロカップ
| 年     | チーム               | 1     | 2     | 3     | 4     | 5     | 6     | 7     | 8     | 9     | 10    | 11    | 12    | 13    | 14    | 15    | 16    | 17       | 18        | 19    | 20    | 順位 | ポイント |
| ------ | -------------------- | ----- | ----- | ----- | ----- | ----- | ----- | ----- | ----- | ----- | ----- | ----- | ----- | ----- | ----- | ----- | ----- | -------- | --------- | ----- | ----- | ---- | -------- |
| 2019年 | M2・コンペティション | MNZ 1 | MNZ 2 | SIL 1 | SIL 2 | MON 1 | MON 2 | LEC 1 | LEC 2 | SPA 1 | SPA 2 | NÜR 1 | NÜR 2 | HUN 1 | HUN 2 | CAT 1 | CAT 2 | HOC 1 16 | HOC 2 Ret | YMC 1 | YMC 2 | NC†  | 0        |

- 太字はポールポジション、斜字はファステストラップ。(key)

### フォーミュラ・リージョナル・アジアン・チャンピオンシップ
| 年     | エントラント               | 1         | 2         | 3         | 4       | 5       | 6        | 7       | 8       | 9         | 10      | 11      | 12       | 13      | 14      | 15      | DC  | ポイント |
| ------ | -------------------------- | --------- | --------- | --------- | ------- | ------- | -------- | ------- | ------- | --------- | ------- | ------- | -------- | ------- | ------- | ------- | --- | -------- |
| 2021年 | ブラックアーツ・レーシング | DUB 1 7   | DUB 2 9   | DUB 3 8   | ABU 1 8 | ABU 2 7 | ABU 3 10 | ABU 1 7 | ABU 2 5 | ABU 3 Ret | DUB 1 7 | DUB 2 8 | DUB 3 12 | ABU 1 9 | ABU 2 6 | ABU 3 9 | 9位 | 61       |
| 2022年 | エバンスGP                 | ABU 1 Ret | ABU 2 Ret | ABU 3 Ret | DUB 1   | DUB 2   | DUB 3    | DUB 1   | DUB 2   | DUB 3     | DUB 1   | DUB 2   | DUB 3    | ABU 1   | ABU 2   | ABU 3   | -   | 0        |

- 太字はポールポジション、斜字はファステストラップ。(key)

### ユーロフォーミュラ・オープン・チャンピオンシップ
| 年     | エントラント                           | 1     | 2     | 3     | 4     | 5     | 6     | 7     | 8     | 9     | 10    | 11      | 12      | 13      | 14      | 15        | 16      | 17    | 18      | 19      | 20    | 21      | 22    | 23      | 24      | DC  | ポイント |
| ------ | -------------------------------------- | ----- | ----- | ----- | ----- | ----- | ----- | ----- | ----- | ----- | ----- | ------- | ------- | ------- | ------- | --------- | ------- | ----- | ------- | ------- | ----- | ------- | ----- | ------- | ------- | --- | -------- |
| 2021年 | ファン・アメルスフォールト・レーシング | POR 1 | POR 2 | POR 3 | LEC 1 | LEC 2 | LEC 3 | SPA 1 | SPA 2 | SPA 3 | HUN 1 | HUN 2 3 | HUN 3 7 | IMO 1 3 | IMO 2 4 | IMO 3 Ret | RBR 1 4 | RBR 2 | RBR 3 6 | MNZ 1 3 | MNZ 2 | MNZ 3 2 | CAT 1 | CAT 2 4 | CAT 3 4 | 5位 | 217      |

- 太字はポールポジション、斜字はファステストラップ。(key)

### ヨーロピアン・ル・マン・シリーズ
| 年     | エントラント             | クラス      | シャシ          | エンジン                | 1     | 2     | 3     | 4     | 5       | 6     | 順位 | ポイント |
| ------ | ------------------------ | ----------- | --------------- | ----------------------- | ----- | ----- | ----- | ----- | ------- | ----- | ---- | -------- |
| 2021年 | ユーロインターナショナル | LMP3        | リジェ・JS P320 | ニッサン VK56DE 5.6L V8 | CAT   | RBR 2 | LEC   | MNZ   | SPA     | ALG   | 18位 | 18       |
| 2024年 | DKRエンジニアリング      | LMP2 Pro-Am | オレカ・07      | ギブソン GK428 4.2L V8  | CAT 6 | LEC 8 | IMO 5 | SPA 5 | MUG Ret | ALG 7 | 8位  | 38       |

- 太字はポールポジション、斜字はファステストラップ。(key)

### FIA フォーミュラ2選手権
| 年     | エントラント                     | 1          | 2          | 3          | 4          | 5       | 6       | 7          | 8          | 9          | 10         | 11          | 12          | 13         | 14         | 15         | 16          | 17         | 18          | 19         | 20         | 21      | 22      | 23      | 24      | 25      | 26      | 27      | 28      | DC   | ポイント |
| ------ | -------------------------------- | ---------- | ---------- | ---------- | ---------- | ------- | ------- | ---------- | ---------- | ---------- | ---------- | ----------- | ----------- | ---------- | ---------- | ---------- | ----------- | ---------- | ----------- | ---------- | ---------- | ------- | ------- | ------- | ------- | ------- | ------- | ------- | ------- | ---- | -------- |
| 2022年 | チャロウズ・レーシング・システム | BHR SPR 14 | BHR FEA 14 | JED SPR WD | JED FEA WD | IMO SPR | IMO FEA | CAT SPR 18 | CAT FEA 20 | MON SPR 12 | MON FEA 11 | BAK SPR 18† | BAK FEA Ret | SIL SPR 19 | SIL FEA 18 | RBR SPR NC | RBR FEA Ret | LEC SPR 15 | LEC FEA Ret | HUN SPR 16 | HUN FEA 13 | SPA SPR | SPA FEA | ZAN SPR | ZAN FEA | MNZ SPR | MNZ FEA | YMC SPR | YMC FEA | 24位 | 0        |

- 太字はポールポジション、斜字はファステストラップ。(key)

### スーパーフォーミュラ
| 年     | エントラント   | 1     | 2      | 3     | 4      | 5      | 6      | 7      | 8      | 9      | DC   | ポイント |
| ------ | -------------- | ----- | ------ | ----- | ------ | ------ | ------ | ------ | ------ | ------ | ---- | -------- |
| 2023年 | TGM Grand Prix | FUJ 8 | FUJ 17 | SUZ 9 | AUT 15 | SUG 17 | FUJ 18 | MOT 11 | SUZ 20 | SUZ 15 | 18位 | 5        |

- 太字はポールポジション、斜字はファステストラップ。(key)